# Atentado al Aeropuerto Internacional de Adén de 2020
El atentado al Aeropuerto Internacional de Adén ocurrió el 30 de diciembre de 2020 cuando un avión que transportaba al recién formado gobierno yemení aterrizó en el mencionado aeropuerto. Durante el aterrizaje, estallaron bombas y hombres armados abrieron fuego, dejando al menos 25 muertos y 110 heridos.

## Antecedentes
Para hacer frente a las luchas internas entre el gobierno yemení y el secesionista Consejo de Transición del Sur, se formó un nuevo gabinete con el respaldo de la vecina Arabia Saudita. Aunque el gobierno yemení tenía su base en la ciudad capital temporal de Adén, sus operaciones recientes generalmente se habían llevado a cabo en el exilio en Arabia Saudita.
Después de que el nuevo gabinete de 24 miembros fuera anunciado a principios de diciembre, el nuevo gobierno, encabezado por el primer ministro Saeed, fue juramentado por el presidente Hadi el 26 de diciembre de 2020 en la capital de Arabia Saudita, Riad.
El gobierno recién formado y reconocido internacionalmente había planeado televisar su regreso de Arabia Saudita a Yemen, para señalar a sus ciudadanos que sus preocupaciones serían abordadas.

## Ataque
Un avión que transportaba al nuevo gobierno yemení, incluidos el primer ministro y el embajador saudí en Yemen, llegó de Arabia Saudita y aterrizó en el aeropuerto de Adén. Durante el aterrizaje, ocurrieron dos explosiones masivas, que el ministro de Comunicaciones de Yemen, Naguib al-Awg, quien se encontraba entre los que llegaron en avión, sugirió que fueron ataques con drones. Luego estallaron los disparos, cuando un número no especificado de hombres armados abrieron fuego en el aeropuerto. Después del ataque se vieron cadáveres tirados en la pista y en otros lugares del aeropuerto.
Al menos 25 personas murieron y más de 110 resultaron heridas. Los trabajadores humanitarios y los funcionarios se encontraban entre las víctimas. Murieron tres miembros del Comité Internacional de la Cruz Roja, incluidos dos yemeníes y un ruandés; otros tres resultaron heridos. Un reportero de la televisión yemení Belqees se encuentra entre los muertos; otros diez periodistas resultaron heridos. Sin embargo, todos los pasajeros del avión del gobierno salieron ilesos y fueron llevados a un lugar seguro.

## Consecuencias
El ministro de Información de Yemen inicialmente culpó a los hutíes por el ataque, pero el grupo negó su responsabilidad. Más tarde se escuchó otra explosión alrededor del Palacio Mashiq, el palacio presidencial en Adén, donde el gabinete yemení recién formado fue trasladado después del ataque en el aeropuerto.